# Cymodegma buxtoni
Cymodegma buxtoni är en fjärilsart som beskrevs av Willie Horace Thomas Tams 1935. Cymodegma buxtoni ingår i släktet Cymodegma och familjen nattflyn. Inga underarter finns listade i Catalogue of Life.